# Rocznik Andragogiczny
Rocznik Andragogiczny (RA) – pismo traktujące o ważnych zadaniach i oczekiwaniach oświatowych. Prezentuje materiały teoretyczne, sprawozdania z doświadczeń praktyki, bogaty zakres informacji z bieżącego życia środowisk i instytucji andragogicznych oraz recenzje publikacji andragogicznych, a także sprawozdania z najważniejszych i najbardziej interesujących publikacji andragogicznych.

## Ogólna charakterystyka
Należy podkreślić szczególną dbałość o kronikarski charakter RA, służący dokumentowaniu rozwoju edukacji dorosłych w Polsce z punktu widzenia teorii pedagogicznej.  RA wydawany jest przez Akademickie Towarzystwo Andragogiczne. Pierwszy tom został przygotowany w 1994 roku. Pismo cieszy się dużym zainteresowaniem i zyskało trwałe miejsce wśród polskich czasopism oświatowych.

## Działy tematyczne RA
W następnych latach zostały opublikowane kolejne tomy Rocznika Andragogicznego. Każdy z tomów liczy od 340 do 390 stron i zawiera następujące działy tematyczne:
- przemiany edukacji dorosłych,
- teoria andragogiczna,
- praktyka edukacji dorosłych,
- ośrodki edukacji dorosłych w kraju,
- edukacja dorosłych za granicą,
- aktualia,
- recenzje i nowości wydawnicze.

## Działalność
W kolejnych tomach ogłoszono od 30 do 40 artykułów i studiów oraz serwis aktualności andragogicznych z całego roku, jak również odnotowano bieżące wydawnictwa, z których większość zrecenzowano wskazując ich wartość oraz przydatność dla rozwoju teorii i praktyki andragogicznej.
W każdym tomie spis treści przedstawiany jest w języku polskim, niemieckim i angielskim.
Zainteresowaniem cieszą się informacje o awansach naukowych: doktoraty, habilitacje i profesury z zakresu andragogiki.
W ciągu 10 lat (do 2005 r.) ukazało się 8 tomów "Rocznika Andragogicznego" o łącznej objętości 2596 stron. W latach 1995–1998 ukazały się roczniki obejmujące dwa lata kalendarzowe. Zabrało w nich głos ponad 60 autorów: obok pracowników uczelni wyższych z Polski i z zagranicy, także praktycy edukacji dorosłych oraz studenci. W sumie opublikowano ponad 200 artykułów naukowych oraz liczne informacje o aktualnych wydarzeniach. W rocznikach zrecenzowano 115 publikacji andragogicznych.

## Redakcja Rocznika
Redakcję Rocznika tworzą:
- Tadeusz Aleksander,
- Olga Czerniawska,
- Artur Fabiś,
- Norbert F.B. Greger,
- Józef Półturzycki – redaktor naczelny,
- Eleonora Sapia-Drewniak,
- Ewa Skibińska,
- Hanna Solarczyk-Szwec – zastępca redaktora naczelnego,
- Agnieszka Stopińska-Pająk,
- Eugenia Anna Wesołowska (zm. w 2016) – zastępca redaktora naczelnego.

## Dystrybucja i sponsorzy
Od 1999 roku Rocznik Andragogiczny wydawany jest przy współpracy z Instytutem Technologii Eksploatacji w Radomiu, a głównymi sponsorami są Szkoła Wyższa im. Pawła Włodkowica w Płocku i Wydział Pedagogiczny Uniwersytetu Warszawskiego.
Prawa autorskie do kwartalnika Edukacja Dorosłych posiadają: Akademickie Towarzystwo Andragogiczne.